# Летняя База
Летняя База — посёлок в городском округе Сокольский Нижегородской области. 

## Географическое положение
Находится в лесах в 38 км к северо-востоку от посёлка Сокольское и в 130 км к северо-северо-западу от Нижнего Новгорода. В 2 км к югу от посёлка находится малая деревня Потахино.
Посёлок расположен на реке Шомохта, правобережная (основная) и левобережная части соединены пешеходными мостами. Автомобильный мост находится на юго-восточной окраине.

## Транспорт
Имеется подъездная автодорога от посёлка Сокольское и тупиковая дорога на запад в посёлок Новая Шомохта.

## Население
| 2002 | 2010 |
| ---- | ---- |
| 483  | ↘379 |

Национальный состав
Согласно результатам переписи 2002 года, в национальной структуре населения русские составляли  99% из 483 человек.